# Karakalpaci
Karakalpaci su turkijski narod, koji je najvećim svojim dijelom nastanjen na području Uzbekistana, točnije u njegovoj autonomnoj republici Karakalpačkoj, u kojoj čine 30 % stanovništva.
Karakalpaci su većinom islamske vjeroispovijedi, a govore karakalpačkim jezikom, koji spada u turkijsku skupinu altajske jezične obitelji.
Ukupno ih ima oko 473 000, od toga 468 000 u Uzbekistanu.

## Galerija
- Zastava Karakalpakstana
- Udana Karakalpačanka
- Shamurat Ótemuratov, karakalpački glumac
- Allajar Dosnazarow, karakalpački političar
- Uzbekistanski Karakalpak